# Afroscleropogon braunsi
Afroscleropogon braunsi là một loài ruồi trong họ Asilidae. Afroscleropogon braunsi được Oldroyd miêu tả năm 1974. Loài này phân bố ở vùng nhiệt đới châu Phi.